# 福島ラジオ送信所
福島ラジオ送信所（ふくしまラジオそうしんじょ）は、福島県福島市にあるNHK福島放送局とラジオ福島の送信所の総称。正式な名称は、NHKが信夫丘ラジオ放送所である。

## 概要
- NHK福島放送局ラジオ第1とラジオ第2及びラジオ福島の福島送信所が設置され、中通り北部地域の大半に向けて電波を発射している。当送信所は在福島AM局の親局であるが、宮城県や山形県へのスピルオーバー防止のため、出力は全局1kWに抑制されている。なお、中通り中・南部地域に向けては郡山ラジオ中継局が置局されている（RFCとNHK福島第1の出力は当局より大きい5kW、NHK福島第2は当局同様1kW。RFCは郡山中継局敷地内に郡山支社を併設）。
- RFCは当送信所敷地内に本社（演奏所）を併設している（以前はスタジオ以外の本社一般業務部門が福島民報本社ビルに入居していたが、デジタルマスターへの更新による演奏所増築に伴い2007年4月に本社の全機能を当送信所敷地内へ集約）。また福島・郡山・会津若松・いわき各エリアで異なる内容の番組及びスポットCMを流す時間帯が設定されている（原町ラジオ中継局はいわき局の内容を放送。またradiko・radikoプレミアムの場合、ローカルタイム&ローカルSB時間帯はいわき局の内容を配信）。

## ラジオ送信所送信設備概要
| 周波数        | 放送局名       | 呼出符号      | 空中線 電力   | 放送対象地域  | 放送区域 内世帯数 | 所在地                          | 開局日        |
| NHK福島放送局 | NHK福島放送局  | NHK福島放送局 | NHK福島放送局 | NHK福島放送局 | NHK福島放送局     | NHK福島放送局                   | NHK福島放送局 |
| ------------- | -------------- | ------------- | ------------- | ------------- | ----------------- | ------------------------------- | ------------- |
| 1323kHz       | NHK 福島第1    | JOFP          | 1kW           | 福島県        | -                 | 福島市古川                      | 1941年2月12日 |
| 1602kHz       | NHK 福島第2    | JOFD          | 1kW           | 全国          | -                 | 福島市古川                      | 1951年6月1日  |
| rfcラジオ福島 |                |               |               |               |                   |                                 |               |
| 1458kHz       | rfc ラジオ福島 | JOWR          | 1kW           | 福島県        | -                 | 福島市下荒子8番地 （rfc本社内） | 1953年12月1日 |
| 90.8MHz       | rfc ラジオ福島 |               | 500W          | 福島県        | 176,297世帯       | 福島市松川町水原（笹森山）      | 2017年3月26日 |